# Henry Becque
Henry Becque (París, 1837 — Neully-sur-Seine, 1899) fou un dramaturg francès. Malgrat que als inicis de la seva carrera va escriure alguns melodrames i comèdies, la seva obra s'emmarca dins del realisme, disciplina on va obtenir un èxit notable. Ja en l'època va ser representat a Barcelona i pogué influir en Àngel Guimerà.

## Obres
- Les corbeaux (1882)
- La parisienne (1885)